# إينغفار كارلسون
إينغفار كارلسون (بالسويدية: Ingvar Carlsson)‏ هو سياسي سويدي، ولد في 9 نوفمبر 1934 ببوروس في السويد. حزبياً، نشط في حزب العمال الديمقراطي الاشتراكي السويدي.

## مناصب
- انتخب زعيم حزب حزب العمال الديمقراطي الاشتراكي السويدي (3 مارس 1986 – 15 مارس 1996).
- انتخب عضو البرلمان السويدي [الإنجليزية]‏.
- انتخب رئيس وزراء السويد (7 أكتوبر 1994 – 22 مارس 1996).
- انتخب رئيس وزراء السويد (1 مارس 1986 – 4 أكتوبر 1991).
- انتخب وزير التعليم والعلم [الإنجليزية]‏ (14 أكتوبر 1969 – 2 نوفمبر 1973).

## روابط خارجية
- إينغفار كارلسون على موقع الموسوعة البريطانية (الإنجليزية)
- إينغفار كارلسون على موقع مونزينجر (الألمانية)
- إينغفار كارلسون على موقع إن إن دي بي (الإنجليزية)
- إينغفار كارلسون على موقع ديسكوغز (الإنجليزية)